# 2044
L'any 2044 (MMXLIV) serà un any comú que començarà en divendres segons el calendari gregorià, l'any 2044 de l'era comuna (CE) i Anno Domini (AD), el 44è any del tercer mil·lenni, el 44è any del segle xxi, i el cinquè any de la dècada del 2040.

## Esdeveniments previstos
Països Catalans
Resta del món
- Maig - Un missatge de METI Cosmic Call 2 enviat des del Radar planetari Evpatoria arriba a la seva destinació, l'estrella 55 Cancri.[1]
- 18 de maig - Un objecte proper a la terra 2002 QF15 farà un apropament proper.[1]
- 23 d'agost - Un eclipsi total de sol a Groenlàndia, també a Nunavut, Territoris del Nord-oest, Yukon, Colúmbia Britànica, Alberta, Saskatchewan i finalitzant al capvespre a Dakota del Nord.[1]
- Setembre - Un missatge de METI Cosmic Call 2 enviat des del radiotelescopi Yevpatoria RT-70 arriba a la seva destinació, l'estrella 10307 HD.[1]
- 1 d'octubre - Ocultació de Regulus per Venus. L'última va ser el 7 de juliol de 1959. La propera ocultació de Regulus per Venus es produirà el 21 d'octubre de 3187, encara que algunes fonts afirmen que es produirà el 6 d'octubre de 2271.[1]

## Naixements
Països Catalans
Resta del món

## Necrològiques
Països Catalans
Resta del món

## Ficció
- L'any 2044 tots els habitants del món tindran accés gratuït a la xarxa, el que permetrà tenir accés continu a Internet i ens donarà accés a tot el coneixement humà arreu del planeta, eliminant fins i tot les barreres lingüístiques.[2]
- Segons José Cordeiro, assessor de la NASA i president de World Future Society d'Amèrica Llatina: 
  - Consumirem nous aliments més nutritius, ecològics i ètics. Per exemple, tindrem carn "cultivada" sense necessitat de matar animals, sense generar malalties, sense problemes ecològics, i la carn del futur serà més barata i nutritiva.[2]
  - Ciborgs (meitat humà i meitat robòtic), amb implants que ajuden a veure o milloren les nostres funcions orgàniques, i mans robòtiques consentit del tacte, però en el futur tots tindrem òrgans i parts del nostre cos modificades per prevenir i millorar la condició humana.[2]
- Segons Menno van Doorn, director de l'institut d'innovació del Grup Sogeti: "En el pla social, la nostra forma de relacionar-nos canviarà completament. Hi haurà xarxes socials empàtiques, que detectaran el nostre nivell hormonal, estat físic i emocions, i interaccionaran amb nosaltres en conseqüència. D'aquí a 20 anys, el més important seran els small data, com la nostra pressió cardíaca i les nostres emocions, etc; i no els big data, com actualment".[2]